# Sint-Jozefskerk (Brasschaat)

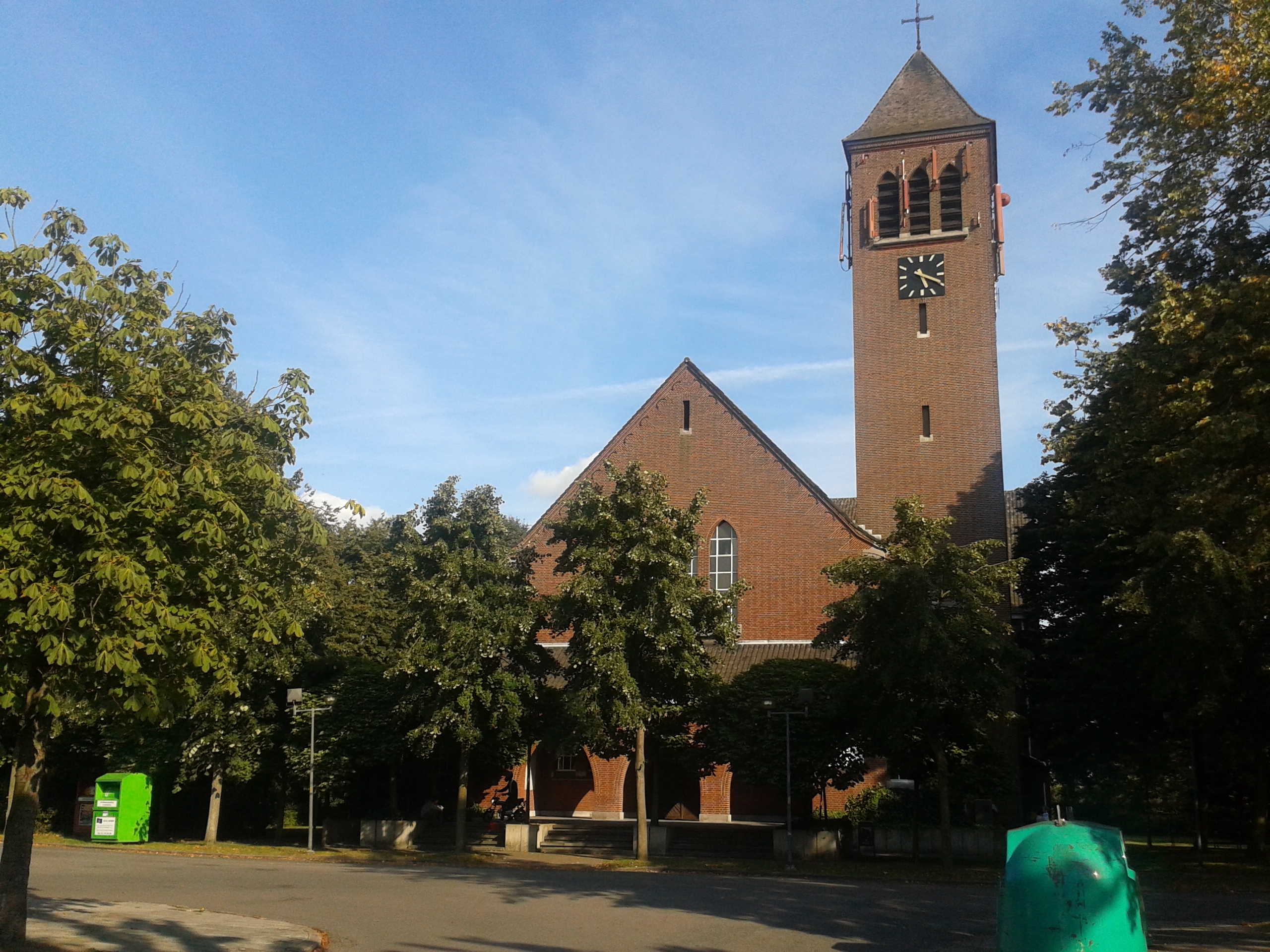
Sint-Jozefskerk

De Sint-Jozefskerk is de parochiekerk van de tot de Antwerpse plaats Brasschaat behorende wijk Driehoek, gelegen aan de Rerum Novarumlei 24.

## Geschiedenis
In 1930 werd een kapel gebouwd in een voormalig schildersatelier. De officiële status was die van kapelanie. In 1933 kreeg deze de status van zelfstandige parochie die een afsplitsing was van die van Brasschaat en die van Maria-ter-Heide. De wijk Bethanië kreeg een eigen kapel. De parochie van Driehoek groeide in overeenstemming met de snelle groei van het aantal inwoners.
Ten gevolge van de Tweede wereldoorlog viel aan een definitieve kerk niet te denken, maar in 1954 kwam deze kerk daadwerkelijk tot stand, naar ontwerp van Eduard Van Ballaer. Rond de kerk kwamen nieuwe verkavelingen tot stand.

## Gebouw
Het betreft een georiënteerde bakstenen kruiskerk met naastgebouwde westtoren onder tentdak.